# フィツカラルド
『フィツカラルド』（原題：Fitzcarraldo）は、1982年制作の西ドイツ映画。
アマゾン奥地でゴム園を開拓してオペラハウス建設の資金を作ろうとする1人の男の姿を、ヴェルナー・ヘルツォーク監督がアマゾンで長期ロケを行って描いたスペクタクル・ロマン。第35回カンヌ国際映画祭監督賞受賞。スティーヴン・シュナイダーの「死ぬまでに観たい映画1001本」に掲載されている。

## あらすじ
19世紀末。南米ブラジルのマナウスのオペラハウスで行われた世界的オペラ歌手エンリコ・カルーソーの公演を1人の男がうっとりして聞いていた。
男はアイルランド出身のブライアン・スウィーニー・フィツジェラルド。しかし、インディオたちには発音が難しいため、“フィツカラルド”と呼ばれていた。彼はペルーのイキトスで粗末な水上小屋に住みながら、この未開の地に文明の光を当てることを夢見ていた。彼は昔、アンデスに鉄道を敷設しようとしたが、破産して中止になったことから、白人社会では奇人と見なされていた。唯一の理解者は、愛人で娼家の女将をしているモリーだけだった。
フィツカラルドはカルーソーのオペラにいたく感動、そして今度は、イキトスにオペラハウスを建てることを思いつく。しかし、この破天荒な夢を実現するには莫大な金が必要となるため、彼は前人未踏のジャングルを切り拓いてゴム園を作り、資金を稼ぐことにした。
フィツカラルドはモリーに土地の購入資金と川をのぼる中古船を買う金を出してもらい、船を“モリー号”と命名して、出航する。しかし、その土地は急流で途中に激しい瀬があるため、船で直接行くことはできない川の上流という、へんぴな場所にあった。
それでも、フィツカラルドはインディオたちに協力してもらってあることをしようと思いつく。それは、船を今上ってきた川から陸に揚げて山越えし、別の川に浮かべるという、とてつもないものだった。7ヵ月にも及ぶ過酷な作業の末、ついに船を別の川に浮かべることに成功したフィツカラルドであったが、翌朝、インディオたちが突然船を急流の中に押し出してしまう。

## キャスト
- ブライアン・スウィーニー・フィツジェラルド（フィツカラルド）：クラウス・キンスキー
- モリー：クラウディア・カルディナーレ
- ドン・アキリノ：ホセ・レーゴイ
- パウル船長：パウル・ヒットシェル
- チョロ機関士：ミゲル・アンヘル・フエンテス
- 料理人ウェレケケ：ウェレケケ・エンリケ・ボホルケス

## エピソード
本作のロケは過酷を極めたほか、キャスティングで様々なトラブルに見舞われた。当初、主役にはジャック・ニコルソンが予定されていたが、病気のため降板、ジェイソン・ロバーズが起用されて撮影に入った。しかし、ロバーズも赤痢で倒れ降板、クラウス・キンスキーを主演にして改めて撮り直した。この間に、重要な脇役で出演していたミック・ジャガーとマリオ・アドルフも過酷な撮影についていけずに降板してしまった。